# Санска коза
Санска коза је бела пасмина коза, пореклом из Санске долине у Швајцарској. Санска коза је светски најзначајнија и најпознатија врста коза. Настала је постепеном селекцијом на млечност. Данас постоје бројни локални сојеви широм света од којих су најпознатији швајцарски, немачки и француски.
Санска раса је светски рекордер по количини млека које је дала, 3.028 литара за 305 дана.

## Особине
Санска коза је средње крупне или крупне грађе, чврстих костију и животиња пуна енергије. Просечна тежина санске козе је око 68 килограма, док јарчеви теже преко 91 килограм. Труп је дуг око 80 центиметара код коза, и 95 cm код јарчева. Висина без главе је код коза просечно је 74 cm, а код јарчева 85 cm. У просеку 100 коза ојари 180–200 јаради. Породна маса женске јаради је 3,5 килограма, а мушке 4 килограма. Млечност износи 750 - 800 kg, а лактација траје од 280-300 дана.
Санска коза је природно бела, понекад благо крем са сивим или црним пегама на носу или око очију.